# Sordariomycetes
Sordariomycetes er en klasse af svampearter, der er inddelt i 14 ordener.
| Ordener |

- Boliniales
- Calosphaeriales
- Coronophorales
- Diaporthales
- Halospheriales
- Hypocreales
- Lulworthiales
- Melioales
- Microascales
- Ophiostomatales
- Phyllachorales
- Sordariales
- Trichosphaeriales
- Xylariales